# Greg Gilbert
Gregory Scott „Greg“ Gilbert (* 22. Januar 1962 in Mississauga, Ontario) ist ein ehemaliger kanadischer Eishockeyspieler und -trainer, der im Verlauf seiner aktiven Karriere zwischen 1979 und 1996 unter anderem 970 Spiele für die New York Islanders, Chicago Blackhawks, New York Rangers und St. Louis Blues in der National Hockey League (NHL) auf der Position des linken Flügelstürmers bestritten hat. Gilbert gewann während seiner Zeit als Spieler insgesamt dreimal den Stanley Cup – in den Jahren 1982 und 1983 mit den New York Islanders sowie im Jahr 1994 mit den New York Rangers. Anschließend war Gilbert als Trainer tätig und betreute unter anderem die Calgary Flames in der NHL.

## Karriere
Gilbert begann seine Karriere als Eishockeyspieler bei den Toronto Marlboros, für die er von 1979 bis 1982 in der Juniorenliga Ontario (Major Junior) Hockey League (OHL) aktiv war. In diesem Zeitraum wurde er im NHL Entry Draft 1980 in der vierten Runde als insgesamt 80. Spieler von den New York Islanders ausgewählt, für die er gegen Ende der Saison 1981/82 sein Debüt in der National Hockey League (NHL) gab und mit denen der Flügelspieler auf Anhieb den prestigeträchtigen Stanley Cup gewann. Diesen Erfolg konnte er mit seiner Mannschaft in der folgenden Spielzeit wiederholen. Während seiner Zeit bei den Islanders absolvierte der Kanadier zudem einige Spiele für deren Farmteams Indianapolis Checkers aus der Central Hockey League (CHL) sowie Springfield Indians aus der American Hockey League (AHL). Bei den Islanders gehörte er stets zu den Führungsspielern.
Kurz vor der Trade Deadline wurde Gilbert am 7. März 1989 im Tausch gegen ein Fünftrunden-Wahlrecht von den New York Islanders für den NHL Entry Draft 1989 an die Chicago Blackhawks abgegeben wurde. In den folgenden drei Spielzeiten konnte der Kanadier auch in Chicago mit guten Leistungen überzeugen. Vor der Saison 1993/94 wurde Gilbert als Free Agent von den New York Rangers verpflichtet, mit denen er am Saisonende ebenfalls den Stanley Cup gewann. Er selbst trug mit 19 Scorerpunkten, davon fünf Tore, in insgesamt 99 Spielen zu diesem Erfolg bei. Nachdem die Saison 1994/95 wegen eines Lockouts verspätet begonnen hatte, wurde er im Januar 1995 im NHL Waiver Draft von den St. Louis Blues ausgewählt, für die er eineinhalb Jahre lang bis zu seinem Karriereende im Alter von 34 Jahren spielte. 
Von 1996 bis 2000 war Gilbert als Cheftrainer der Worcester IceCats aus der American Hockey League tätig. In der Saison 1996/97 erhielt er den Louis A. R. Pieri Memorial Award als bester Trainer der Liga. Die Saison 2000/01 begann er als Assistent von Don Hay beim NHL-Franchise Calgary Flames, ehe er im Laufe der Spielzeit Hay nach dessen Entlassung auf der Position des Cheftrainers ersetzte. Nach einem Fehlstart zu Beginn der Saison 2002/03 wurde Gilbert selbst durch Al MacNeil ersetzt. Von 2003 bis 2006 trainierte er das OHL-Team seiner Heimatstadt, die Mississauga IceDogs, ehe er bei der U18-Junioren-Weltmeisterschaft 2006 die kanadische Mannschaft betreute.
Anschließend war er drei Jahre lang als Cheftrainer der Toronto Marlies aus der AHL tätig. Zur Saison 2009/10 wechselte er innerhalb der AHL zu den Adirondack Phantoms, wurde dort nach einem schlechten Saisonbeginn mit nur drei Punkten in 13 Spielen früh in der Saison 2010/11 wieder entlassen und durch John Paddock abgelöst. Im Laufe der Saison 2011/12 kehrte er als Cheftrainer der Saginaw Spirit in die Juniorenliga OHL zurück und war dort insgesamt fünf Spielzeiten lang tätig. Im Sommer 2016 zog sich Gilbert für die folgenden vier Jahre aus der Öffentlichkeit zurück. Erst zur Spielzeit 2020/21 kehrte er als Cheftrainer der Saint John Sea Dogs aus der Ligue de hockey junior majeur du Québec (LHJMQ) für eine Saison hinter die Bande zurück.

## Erfolge und Auszeichnungen
| - 1982 OHL Third All-Star Team - 1982 Stanley-Cup-Gewinn mit den New York Islanders - 1983 Stanley-Cup-Gewinn mit den New York Islanders - 1994 Stanley-Cup-Gewinn mit den New York Rangers | - 1997 Louis A. R. Pieri Memorial Award - 2012 Matt Leyden Trophy - 2012 OHL First All-Star Team (als Cheftrainer) |

## Karrierestatistik
(Legende zur Spielerstatistik: Sp oder GP = absolvierte Spiele; T oder G = erzielte Tore; V oder A = erzielte Assists; Pkt oder Pts = erzielte Scorerpunkte; SM oder PIM = erhaltene Strafminuten; +/− = Plus/Minus-Bilanz; PP = erzielte Überzahltore; SH = erzielte Unterzahltore; GW = erzielte Siegtore; 1 Play-downs/Relegation; Kursiv: Statistik nicht vollständig)

### NHL-Trainerstatistik
(Legende zur Trainerstatistik: Sp oder GC = Spiele insgesamt; W oder S = erzielte Siege; L oder N = erzielte Niederlagen; T oder U = erzielte Unentschieden; OTL oder OTN = erzielte Niederlagen nach Overtime oder Shootout; Pts oder Pkt = erzielte Punkte; Pts% oder Pkt% = Punktquote; Win% = Siegquote; Resultat = erreichte Runde in den Play-offs)